# Charles Dupret
Pour les articles homonymes, voir Dupret.
Charles Dupret, né le 7 septembre 1812 à Charleroi et mort dans cette ville le 20 juillet 1902, est un médecin et homme politique belge, membre du Parti libéral. Échevin, il fait fonction de bourgmestre de Charleroi de 1874 à 1879.

## Biographie

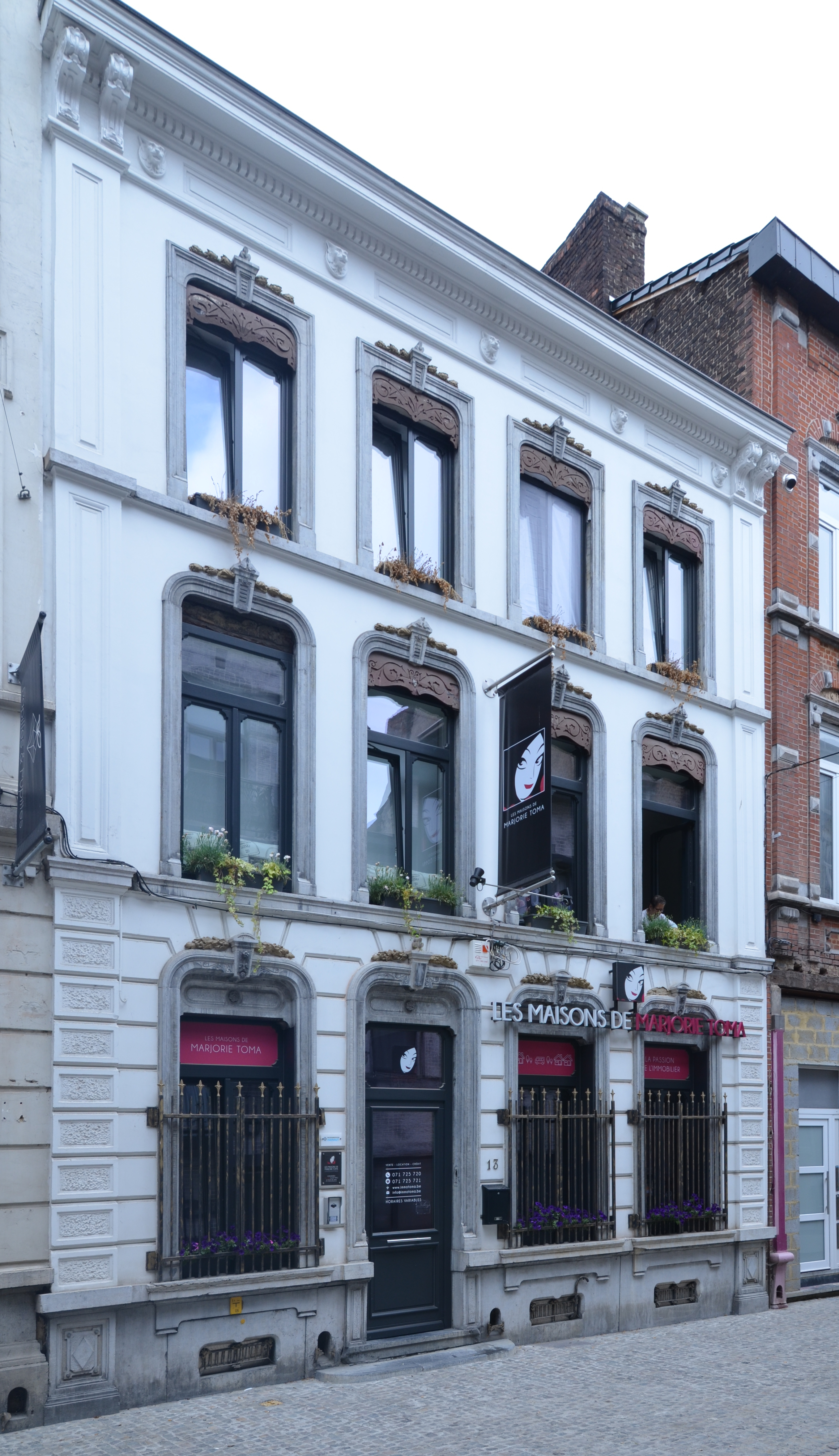
Maison natale de Charles Dupret. La façade néo-classique enduite fut aménagée par Auguste Cador, architecte, en 1863.

Charles Auguste Dupret, né le 7 septembre 1812 à Charleroi, est le fils de Jacques Dupret, avoué à Charleroi, et d'Ursule Lalieu, et petit-fils de Jacques Dupret (1740-1790), reçu bourgeois de Charleroi en 1773, bourgmestre de Charleroi en 1779, trésorier en 1783, époux de Thérèse Londot. Cette famille est originaire d'Ath.
Il fait de brillantes études au Collège de Charleroi puis à l'Université catholique de Louvain où il est fait docteur en médecine « avec beaucoup de distinction » en 1835. En parallèle, de 1831 à 1833, iI débute dans sa profession en qualité d'élève-médecin non soldé, attaché à l’hôpital militaire de Charleroi. En 1836, il part se perfectionner pendant un an à Paris où il reçoit à la Sorbonne l'enseignement de maîtres émérites.  
À partir du 29 octobre 1837, il devient médecin adjoint à la batterie d’artillerie de la Garde civique de Charleroi et le 31 juillet 1848, il est nommé sous-lieutenant de la Garde civique. À la création de l'hôpital civil en 1847, il entre comme médecin adjoint et contribue à son développement. Le 9 janvier 1880, il est nommé médecin principal chef du service sanitaire dudit établissement.  
Philanthrope, en particulier avec les humbles, il est très actif durant la dernière grande épidémie de choléra de Charleroi en 1866. En 1870, à l'annonce de la bataille de Sedan, il se rend sur le champ de bataille et y reste pendant trois semaines pour soigner les blessés. Il organise ensuite des ambulances pour ramener plus de 400 blessés français à Charleroi où Charles Dupret, le service sanitaire, l'ambulance militaire et la population carolorégienne leur prodiguent des soins. En remerciement de cet épisode, la France décore Charles Dupret de la Légion d'honneur. De même, une statue en marbre de la « Reconnaissance Française » due au sculpteur Jules Lagae est érigée au centre du cimetière communal de Charleroi en 1902.   
Charles Dupret est également un des fondateurs de la Société de médecine de l'arrondissement de Charleroi. 
Il est élu conseiller communal lors du scrutin du 30 octobre 1860 et installé comme échevin par l'arrêté royal du 20 décembre 1860, fonction dans laquelle il est confirmé jusqu'à sa mort en 1902. Il est successivement échevin de l'état-civil, de l'instruction, des travaux publics et des finances. 
En 1874, lorsque Jules Isaac devient député permanent et se voit contraint d'abandonner ses fonctions de bourgmestre, c'est Charles Dupret qui devient bourgmestre faisant fonction. Il assumera cette tâche du 14 août 1874 au 16 mars 1879, date à laquelle Jules Audent est nommé bourgmestre par arrêté royal.

## Distinctions
- Officier de l’Ordre de Léopold le 12 mai 1887 (Belgique)[7].
- Croix civique de 1re classe du 5 septembre 1867 en récompense du dévouement dont il fit preuve durant la dernière grande épidémie de choléra de Charleroi en 1866[7], du 10 novembre 1876 pour plus de 35 années de service dans la garde civique[7] et du 15 novembre 1884 comme médecin des chemins de fer à l’occasion du cinquantenaire (Belgique)[7].
- Croix commémorative du 25e anniversaire du règne de Léopold Ier le 16 mars 1861 (Belgique)[7].
- Chevalier de la Légion d'honneur le 16 juin 1887[7] pour avoir soigné les soldats français lors de la guerre franco-allemande de 1870[1] (France).

## Hommage
- La rue de Charleroi où se trouve sa maison natale porte son nom depuis 1897.